# Stefan van Palts-Simmern-Zweibrücken
Stefan of Stephan (23 juni 1385 – Simmern, 14 februari 1459) was de eerste vorst van Palts-Simmern-Zweibrücken. Hij regeerde vanaf de deling van de Palts in 1410 tot zijn aftreden in 1453. Stefan stamde uit de Paltische linie van het huis Wittelsbach. Hij is de stamvader van zowel het huis Palts-Simmern als het huis Palts-Zweibrücken. 
Bij de deling van de Palts kreeg Stefan een aantal verspreid liggende gebieden in het westen van de Palts toegewezen. Tijdens zijn regering wist Stefan zijn gebieden met diplomatieke middelen uit te breidden. Zijn huwelijk met Anna van Veldenz leidde in 1444 tot de erfenis van het graafschap Veldenz en de mede-heerschappij over het graafschap Sponheim. Na Stefan's dood in 1459 verdeelden zijn zoons Frederik I van Simmern en Lodewijk I van Zweibrücken zijn gebieden onder elkaar.

## Biografie

### Prins van Palts
Stefan was de vijfde zoon van rooms-koning en keurvorst Ruprecht III van de Palts en Elisabeth van Neurenberg. Als jongere zoon had Stefan bij zijn geboorte geen uitzicht op een deel van de erfenis van zijn vader, want zijn oudste broer Ruprecht Pipan was de enige erfgenaam zodat Stefan werd voorbereid op een carrière als geestelijke. In 1397 overleed Ruprecht Pipan echter onverwacht aan een ziekte die hij had opgelopen tijdens een veldtocht tegen het Ottomaanse Rijk. In 1401 overleed ook de tweede zoon van Ruprecht III, erfprins Frederik. Om het voortbestaan van zijn dynastie veilig te stellen besloot keurvorst Ruprecht dat zijn vier overgebleven zoons wereldlijke vorsten moesten blijven.
In 1408 werd Stefan betrokken bij een conflict tussen bisschop Raban van Spiers en graaf Simon III van Sponheim. De bisschop stelde dat de hoofdplaats van Simons graafschap, Kreuznach, een leen van het bisdom Spiers was maar in 1408 beleende Raban Stefan met Kreuznach. Simon III van Sponheim erkende de aanspraken van de bisschop niet en weigerde de stad op te geven.

### Huwelijk
In april 1409 sloten graaf Frederik III van Veldenz en Stefan een huwelijksovereenkomst. Stefan zou trouwen met Anna, de enige dochter en erfgename van graaf Frederik III. Door het huwelijk zou het graafschap Veldenz na het overlijden van graaf Frederik III aan Stefan of zijn nakomelingen vervallen. Naast landerijen rond Veldenz aan de Moezel behoorden ook uitgestrekte gebieden aan de Glan aan de graven van Veldenz. Via zijn moeder was graaf Frederik III ook verwant aan de graven van Sponheim. Als het gravenhuis van Sponheim in mannelijke lijn zou uitsterven, konden de graven van Veldenz aanspraak maken op een deel van de erfenis.
Stefan en Anna trouwden op 13 juni 1410 in Heidelberg. Anna kreeg 10.000 Maize goudguldens als weduwengoed toegewezen en hiermee zou Anna haar hofhouding moeten betalen na het overlijden van haar man. Daarnaast kreeg Anna een morgengave van 4000 goudgulden, die opgebracht moest worden uit de inkomsten van het dorp Laubenheim. Stefans broers, Lodewijk III, Johan en Otto I, gaven hiervoor hun toestemming, aangezien rooms-koning Ruprecht enkele weken voor het huwelijk was overleden.

### Verdeling van de Palts
Rooms-koning Ruprecht overleed op 18 mei 1410. In zijn testament van 16 mei had hij vastgelegd dat de Palts onder zijn vier overlevende zonen verdeeld moest worden. Het stond vast dat Lodewijk III als oudste zoon het kerngebied van de Palts, het zogenaamde kurpräzipium, zou erven en Ruprecht zou opvolgen als keurvorst. Zeven koninklijke raadgevers moesten beslissen over de uiteindelijke verdeling.
Op 3 oktober 1410 werd de delingsoorkonde uitgevaardigd. Naast het Kurpräzipium kreeg Lodewijk III aanzienlijke gebieden, waaronder de meeste Rijkspanden die zijn vader als koning had weten veilig te stellen. Johan kreeg met Neumarkt het grootste gedeelte van de Opper-Palts. Otto I erfde het vorstendom Palts-Mosbach, dat bestond uit gebieden aan de oostelijke rand van de Palts.
De gebieden die Stefan uit zijn vaders erfenis kreeg lagen verspreid over de linker Rijnoever. Het grootste aaneengesloten gebied dat Stefan erfde lag op de Hunsrück met Simmern, Laubach, Horn en Argenthal als belangrijkste plaatsen.

Het vorstendom Palts-Simmern-Zweibrücken ging naar Stefan. In juni 1410 huwde hij met Anna van Veldenz (1390-1439), dochter en erfgename van graaf Frederik III van Veldenz. Omdat Anna reeds in 1439 overleden was, erfden Stefans zonen het graafschap Veldenz na het overlijden van haar vader in 1444. Ook het graafschap Sponheim maakte deel uit van de erfenis.
Hetzelfde jaar stipuleerde Stefan in een verdrag de toekomstige erfverdeling van Palts-Simmern-Zweibrücken: Frederik I zou Palts-Simmern-Sponheim krijgen en aan Lodewijk I zou Palts-Zweibrücken-Veldenz toegewezen worden. Na het overlijden van zijn broer Johan in 1448 erfde Stefan het vorstendom Palts-Neumarkt, dat hij echter afstond aan zijn broer Otto. Ook probeerde hij zijn domeinen te stabiliseren door zijn schulden af te lossen, gebieden aan te kopen en bepaalde domeinen te verkopen.
In 1431 werd Stefans muntrecht door keizer Sigismund bevestigd. Hij gebruikte dit om gouden munten en zilveren grootmunten te slaan in zijn munthuizen in Simmern en Wachenheim. 
In 1453 stond hij de regeringszaken af aan zijn zonen, waarna Stefan zich terugtrok in Meisenheim. In februari 1459 stierf hij, terwijl hij van Meisenheim naar Simmern reisde. Hij werd bijgezet in de voormalige kerk van de Duitse Orde in Meisenheim.

## Huwelijk en nakomelingen
Stefan en Anna kregen zeven kinderen:
- Anna (1413-1455), huwde in 1435 met graaf Vincens van Moers en Saarwerden
- Margaretha (1416-1426)
- Frederik I (1417-1480), vorst en hertog van Palts-Simmern
- Ruprecht (1420-1478), bisschop van Straatsburg
- Stefan (1421-1481), domproost van Maagdenburg, domheer in Mainz en Keulen
- Lodewijk I (1424-1489), vorst en hertog van Palts-Zweibrücken
- Johan (1429-1475), bisschop van Münster en aartsbisschop van Maagdenburg

## Kwartierstaat
| Adolf van de Palts (1300-1327)          | Adolf van de Palts (1300-1327)          | Adolf van de Palts (1300-1327)          | Adolf van de Palts (1300-1327)          | Adolf van de Palts (1300-1327)          | Adolf van de Palts (1300-1327)          | Irmengard van Oettingen (1310–1389)  | Irmengard van Oettingen (1310–1389)  | Irmengard van Oettingen (1310–1389)  | Irmengard van Oettingen (1310–1389)  | Irmengard van Oettingen (1310–1389)   | Irmengard van Oettingen (1310–1389)   |                                       |                                       | Peter II van Sicilië (1304-1342)      | Peter II van Sicilië (1304-1342)      | Peter II van Sicilië (1304-1342)      | Peter II van Sicilië (1304-1342)      | Peter II van Sicilië (1304-1342)      | Peter II van Sicilië (1304-1342)      | Elisabeth van Karinthië (1298–1352)   | Elisabeth van Karinthië (1298–1352)   | Elisabeth van Karinthië (1298–1352) | Elisabeth van Karinthië (1298–1352) | Elisabeth van Karinthië (1298–1352)  | Elisabeth van Karinthië (1298–1352)  |                                      |                                      | Johan II van Neurenberg (ca. 1309-1357) | Johan II van Neurenberg (ca. 1309-1357) | Johan II van Neurenberg (ca. 1309-1357) | Johan II van Neurenberg (ca. 1309-1357) | Johan II van Neurenberg (ca. 1309-1357)          | Johan II van Neurenberg (ca. 1309-1357)          | Elisabeth van Henneberg (overleden in 1377)      | Elisabeth van Henneberg (overleden in 1377)      | Elisabeth van Henneberg (overleden in 1377)      | Elisabeth van Henneberg (overleden in 1377)      | Elisabeth van Henneberg (overleden in 1377) | Elisabeth van Henneberg (overleden in 1377) |                                      |                                      | Frederik II van Meißen (1310-1349)   | Frederik II van Meißen (1310-1349)   | Frederik II van Meißen (1310-1349)   | Frederik II van Meißen (1310-1349)   | Frederik II van Meißen (1310-1349) | Frederik II van Meißen (1310-1349) | Mathilde van Beieren (1313-1346) | Mathilde van Beieren (1313-1346) | Mathilde van Beieren (1313-1346) | Mathilde van Beieren (1313-1346) | Mathilde van Beieren (1313-1346) | Mathilde van Beieren (1313-1346) |  |  |  |  |  |  |  |  |  |  |  |  |  |  |  |  |  |  |  |  |  |  |  |  |  |  |  |  |  |  |  |  |  |  |  |  |  |  |  |  |  |  |  |  |  |  |  |  |
| Adolf van de Palts (1300-1327)          | Adolf van de Palts (1300-1327)          | Adolf van de Palts (1300-1327)          | Adolf van de Palts (1300-1327)          | Adolf van de Palts (1300-1327)          | Adolf van de Palts (1300-1327)          | Irmengard van Oettingen (1310–1389)  | Irmengard van Oettingen (1310–1389)  | Irmengard van Oettingen (1310–1389)  | Irmengard van Oettingen (1310–1389)  | Irmengard van Oettingen (1310–1389)   | Irmengard van Oettingen (1310–1389)   |                                       |                                       | Peter II van Sicilië (1304-1342)      | Peter II van Sicilië (1304-1342)      | Peter II van Sicilië (1304-1342)      | Peter II van Sicilië (1304-1342)      | Peter II van Sicilië (1304-1342)      | Peter II van Sicilië (1304-1342)      | Elisabeth van Karinthië (1298–1352)   | Elisabeth van Karinthië (1298–1352)   | Elisabeth van Karinthië (1298–1352) | Elisabeth van Karinthië (1298–1352) | Elisabeth van Karinthië (1298–1352)  | Elisabeth van Karinthië (1298–1352)  |                                      |                                      | Johan II van Neurenberg (ca. 1309-1357) | Johan II van Neurenberg (ca. 1309-1357) | Johan II van Neurenberg (ca. 1309-1357) | Johan II van Neurenberg (ca. 1309-1357) | Johan II van Neurenberg (ca. 1309-1357)          | Johan II van Neurenberg (ca. 1309-1357)          | Elisabeth van Henneberg (overleden in 1377)      | Elisabeth van Henneberg (overleden in 1377)      | Elisabeth van Henneberg (overleden in 1377)      | Elisabeth van Henneberg (overleden in 1377)      | Elisabeth van Henneberg (overleden in 1377) | Elisabeth van Henneberg (overleden in 1377) |                                      |                                      | Frederik II van Meißen (1310-1349)   | Frederik II van Meißen (1310-1349)   | Frederik II van Meißen (1310-1349)   | Frederik II van Meißen (1310-1349)   | Frederik II van Meißen (1310-1349) | Frederik II van Meißen (1310-1349) | Mathilde van Beieren (1313-1346) | Mathilde van Beieren (1313-1346) | Mathilde van Beieren (1313-1346) | Mathilde van Beieren (1313-1346) | Mathilde van Beieren (1313-1346) | Mathilde van Beieren (1313-1346) |  |  |  |  |  |  |  |  |  |  |  |  |  |  |  |  |  |  |  |  |  |  |  |  |  |  |  |  |  |  |  |  |  |  |  |  |  |  |  |  |  |  |  |  |  |  |  |  |
|                                         |                                         |                                         |                                         |                                         |                                         |                                      |                                      |                                      |                                      |                                       |                                       |                                       |                                       |                                       |                                       |                                       |                                       |                                       |                                       |                                       |                                       |                                     |                                     |                                      |                                      |                                      |                                      |                                         |                                         |                                         |                                         |                                                  |                                                  |                                                  |                                                  |                                                  |                                                  |                                             |                                             |                                      |                                      |                                      |                                      |                                      |                                      |                                    |                                    |                                  |                                  |                                  |                                  |                                  |                                  |  |  |  |  |  |  |  |  |  |  |  |  |  |  |  |  |  |  |  |  |  |  |  |  |  |  |  |  |  |  |  |  |  |  |  |  |  |  |  |  |  |  |  |  |  |  |  |  |
|                                         |                                         |                                         |                                         | Ruprecht II van de Palts (1325-1398)    | Ruprecht II van de Palts (1325-1398)    | Ruprecht II van de Palts (1325-1398) | Ruprecht II van de Palts (1325-1398) | Ruprecht II van de Palts (1325-1398) | Ruprecht II van de Palts (1325-1398) |                                       |                                       |                                       |                                       |                                       |                                       | Beatrix van Sicilië (1326-1365)       | Beatrix van Sicilië (1326-1365)       | Beatrix van Sicilië (1326-1365)       | Beatrix van Sicilië (1326-1365)       | Beatrix van Sicilië (1326-1365)       | Beatrix van Sicilië (1326-1365)       |                                     |                                     |                                      |                                      |                                      |                                      |                                         |                                         |                                         |                                         | Frederik V van Neurenberg (1333-1398)            | Frederik V van Neurenberg (1333-1398)            | Frederik V van Neurenberg (1333-1398)            | Frederik V van Neurenberg (1333-1398)            | Frederik V van Neurenberg (1333-1398)            | Frederik V van Neurenberg (1333-1398)            |                                             |                                             |                                      |                                      |                                      |                                      | Elisabeth van Meißen (1329-1375)     | Elisabeth van Meißen (1329-1375)     | Elisabeth van Meißen (1329-1375)   | Elisabeth van Meißen (1329-1375)   | Elisabeth van Meißen (1329-1375) | Elisabeth van Meißen (1329-1375) |                                  |                                  |                                  |                                  |  |  |  |  |  |  |  |  |  |  |  |  |  |  |  |  |  |  |  |  |  |  |  |  |  |  |  |  |  |  |  |  |  |  |  |  |  |  |  |  |  |  |  |  |  |  |  |  |
|                                         |                                         |                                         |                                         | Ruprecht II van de Palts (1325-1398)    | Ruprecht II van de Palts (1325-1398)    | Ruprecht II van de Palts (1325-1398) | Ruprecht II van de Palts (1325-1398) | Ruprecht II van de Palts (1325-1398) | Ruprecht II van de Palts (1325-1398) |                                       |                                       |                                       |                                       |                                       |                                       | Beatrix van Sicilië (1326-1365)       | Beatrix van Sicilië (1326-1365)       | Beatrix van Sicilië (1326-1365)       | Beatrix van Sicilië (1326-1365)       | Beatrix van Sicilië (1326-1365)       | Beatrix van Sicilië (1326-1365)       |                                     |                                     |                                      |                                      |                                      |                                      |                                         |                                         |                                         |                                         | Frederik V van Neurenberg (1333-1398)            | Frederik V van Neurenberg (1333-1398)            | Frederik V van Neurenberg (1333-1398)            | Frederik V van Neurenberg (1333-1398)            | Frederik V van Neurenberg (1333-1398)            | Frederik V van Neurenberg (1333-1398)            |                                             |                                             |                                      |                                      |                                      |                                      | Elisabeth van Meißen (1329-1375)     | Elisabeth van Meißen (1329-1375)     | Elisabeth van Meißen (1329-1375)   | Elisabeth van Meißen (1329-1375)   | Elisabeth van Meißen (1329-1375) | Elisabeth van Meißen (1329-1375) |                                  |                                  |                                  |                                  |  |  |  |  |  |  |  |  |  |  |  |  |  |  |  |  |  |  |  |  |  |  |  |  |  |  |  |  |  |  |  |  |  |  |  |  |  |  |  |  |  |  |  |  |  |  |  |  |
|                                         |                                         |                                         |                                         |                                         |                                         |                                      |                                      |                                      |                                      | Ruprecht III van de Palts (1352-1410) | Ruprecht III van de Palts (1352-1410) | Ruprecht III van de Palts (1352-1410) | Ruprecht III van de Palts (1352-1410) | Ruprecht III van de Palts (1352-1410) | Ruprecht III van de Palts (1352-1410) |                                       |                                       |                                       |                                       |                                       |                                       |                                     |                                     |                                      |                                      |                                      |                                      |                                         |                                         |                                         |                                         |                                                  |                                                  |                                                  |                                                  |                                                  |                                                  | Elisabeth van Neurenberg (1358-1411)        | Elisabeth van Neurenberg (1358-1411)        | Elisabeth van Neurenberg (1358-1411) | Elisabeth van Neurenberg (1358-1411) | Elisabeth van Neurenberg (1358-1411) | Elisabeth van Neurenberg (1358-1411) |                                      |                                      |                                    |                                    |                                  |                                  |                                  |                                  |                                  |                                  |  |  |  |  |  |  |  |  |  |  |  |  |  |  |  |  |  |  |  |  |  |  |  |  |  |  |  |  |  |  |  |  |  |  |  |  |  |  |  |  |  |  |  |  |  |  |  |  |
|                                         |                                         |                                         |                                         |                                         |                                         |                                      |                                      |                                      |                                      | Ruprecht III van de Palts (1352-1410) | Ruprecht III van de Palts (1352-1410) | Ruprecht III van de Palts (1352-1410) | Ruprecht III van de Palts (1352-1410) | Ruprecht III van de Palts (1352-1410) | Ruprecht III van de Palts (1352-1410) |                                       |                                       |                                       |                                       |                                       |                                       |                                     |                                     |                                      |                                      |                                      |                                      |                                         |                                         |                                         |                                         |                                                  |                                                  |                                                  |                                                  |                                                  |                                                  | Elisabeth van Neurenberg (1358-1411)        | Elisabeth van Neurenberg (1358-1411)        | Elisabeth van Neurenberg (1358-1411) | Elisabeth van Neurenberg (1358-1411) | Elisabeth van Neurenberg (1358-1411) | Elisabeth van Neurenberg (1358-1411) |                                      |                                      |                                    |                                    |                                  |                                  |                                  |                                  |                                  |                                  |  |  |  |  |  |  |  |  |  |  |  |  |  |  |  |  |  |  |  |  |  |  |  |  |  |  |  |  |  |  |  |  |  |  |  |  |  |  |  |  |  |  |  |  |  |  |  |  |
|                                         |                                         |                                         |                                         |                                         |                                         |                                      |                                      |                                      |                                      |                                       |                                       |                                       |                                       |                                       |                                       |                                       |                                       |                                       |                                       |                                       |                                       |                                     |                                     |                                      |                                      |                                      |                                      |                                         |                                         |                                         |                                         |                                                  |                                                  |                                                  |                                                  |                                                  |                                                  |                                             |                                             |                                      |                                      |                                      |                                      |                                      |                                      |                                    |                                    |                                  |                                  |                                  |                                  |                                  |                                  |  |  |  |  |  |  |  |  |  |  |  |  |  |  |  |  |  |  |  |  |  |  |  |  |  |  |  |  |  |  |  |  |  |  |  |  |  |  |  |  |  |  |  |  |  |  |  |  |
|                                         |                                         |                                         |                                         |                                         |                                         |                                      |                                      |                                      |                                      |                                       |                                       |                                       |                                       |                                       |                                       |                                       |                                       |                                       |                                       |                                       |                                       |                                     |                                     |                                      |                                      |                                      |                                      |                                         |                                         |                                         |                                         |                                                  |                                                  |                                                  |                                                  |                                                  |                                                  |                                             |                                             |                                      |                                      |                                      |                                      |                                      |                                      |                                    |                                    |                                  |                                  |                                  |                                  |                                  |                                  |  |  |  |  |  |  |  |  |  |  |  |  |  |  |  |  |  |  |  |  |  |  |  |  |  |  |  |  |  |  |  |  |  |  |  |  |  |  |  |  |  |  |  |  |  |  |  |  |
| Ruprecht Pipan van de Palts (1375–1397) | Ruprecht Pipan van de Palts (1375–1397) | Ruprecht Pipan van de Palts (1375–1397) | Ruprecht Pipan van de Palts (1375–1397) | Ruprecht Pipan van de Palts (1375–1397) | Ruprecht Pipan van de Palts (1375–1397) |                                      |                                      | Margaretha van de Palts (1376–1434)  | Margaretha van de Palts (1376–1434)  | Margaretha van de Palts (1376–1434)   | Margaretha van de Palts (1376–1434)   | Margaretha van de Palts (1376–1434)   | Margaretha van de Palts (1376–1434)   |                                       |                                       | Lodewijk III van de Palts (1378-1436) | Lodewijk III van de Palts (1378-1436) | Lodewijk III van de Palts (1378-1436) | Lodewijk III van de Palts (1378-1436) | Lodewijk III van de Palts (1378-1436) | Lodewijk III van de Palts (1378-1436) |                                     |                                     | Johan van Palts-Neumarkt (1383-1443) | Johan van Palts-Neumarkt (1383-1443) | Johan van Palts-Neumarkt (1383-1443) | Johan van Palts-Neumarkt (1383-1443) | Johan van Palts-Neumarkt (1383-1443)    | Johan van Palts-Neumarkt (1383-1443)    |                                         |                                         | Stefan van Palts-Simmern-Zweibrücken (1385–1459) | Stefan van Palts-Simmern-Zweibrücken (1385–1459) | Stefan van Palts-Simmern-Zweibrücken (1385–1459) | Stefan van Palts-Simmern-Zweibrücken (1385–1459) | Stefan van Palts-Simmern-Zweibrücken (1385–1459) | Stefan van Palts-Simmern-Zweibrücken (1385–1459) |                                             |                                             | Otto I van Palts-Mosbach (1387-1461) | Otto I van Palts-Mosbach (1387-1461) | Otto I van Palts-Mosbach (1387-1461) | Otto I van Palts-Mosbach (1387-1461) | Otto I van Palts-Mosbach (1387-1461) | Otto I van Palts-Mosbach (1387-1461) |                                    |                                    | ... + 2 zusters en 1 broer       | ... + 2 zusters en 1 broer       | ... + 2 zusters en 1 broer       | ... + 2 zusters en 1 broer       | ... + 2 zusters en 1 broer       | ... + 2 zusters en 1 broer       |  |  |  |  |  |  |  |  |  |  |  |  |  |  |  |  |  |  |  |  |  |  |  |  |  |  |  |  |  |  |  |  |  |  |  |  |  |  |  |  |  |  |  |  |  |  |  |  |